# هنري بيمبرتون
هنري بيمبرتون (بالإنجليزية: Henry Pemberton)‏ (و. 1694 – 1771 م) هو فيزيائي ولد في لندن . وكان عضواً في الجمعية الملكية، والأكاديمية البروسية للعلوم .

## جوائز
حصل على جوائز منها:
- زمالة الجمعية الملكية.